# Список найпопулярніших французьких музичних відео на YouTube
YouTube — американський вебсайт для обміну відео зі штаб-квартирою в Сан-Бруно, Каліфорнія.
У 2012 році «Je m'appelle Funny Bear» німецького віртуального співака Гуммібера став першим франкомовним музичним відео, яке набрало 100 мільйонів переглядів.
У 2023 році пісня Інділи «Dernière Danse» стала першим музичним відео французькою мовою, яке набрало 1 мільярд переглядів.

## Топ відео французькою мовою
У наведеній нижче таблиці перелічено 20 франкомовних музичних відео, які найчастіше переглядаються на YouTube, із їхньою приблизною кількістю переглядів, завантажувачем, виконавцем, мовою та датою завантаження.
Пісня Інділи «Dernière danse» на даний момент є найпопулярнішим музичним кліпом, який виконується французькою мовою.
| No. | Назва відео    | Завантажувач | Перегляди (мільйони) | Дата завантаження  |
| --- | -------------- | ------------ | -------------------- | ------------------ |
| 1.  | Dernière danse | Indila       | 1052                 | 4 грудня 2013      |
| 2.  | Papaoutai      | Stromae      | 1007                 | 6 червня 2013      |
| 3.  | Ego            | Віллі Вільям | 1006                 | 2 листопада 2015 р |

| Прапор Франції | Це незавершена стаття про Францію. Ви можете допомогти проєкту, виправивши або дописавши її. |